# Квічаль строкатий
Квіча́ль строкатий (Zoothera dauma) — вид горобцеподібних птахів родини дроздових (Turdidae). Мешкає в Азії.

## Опис

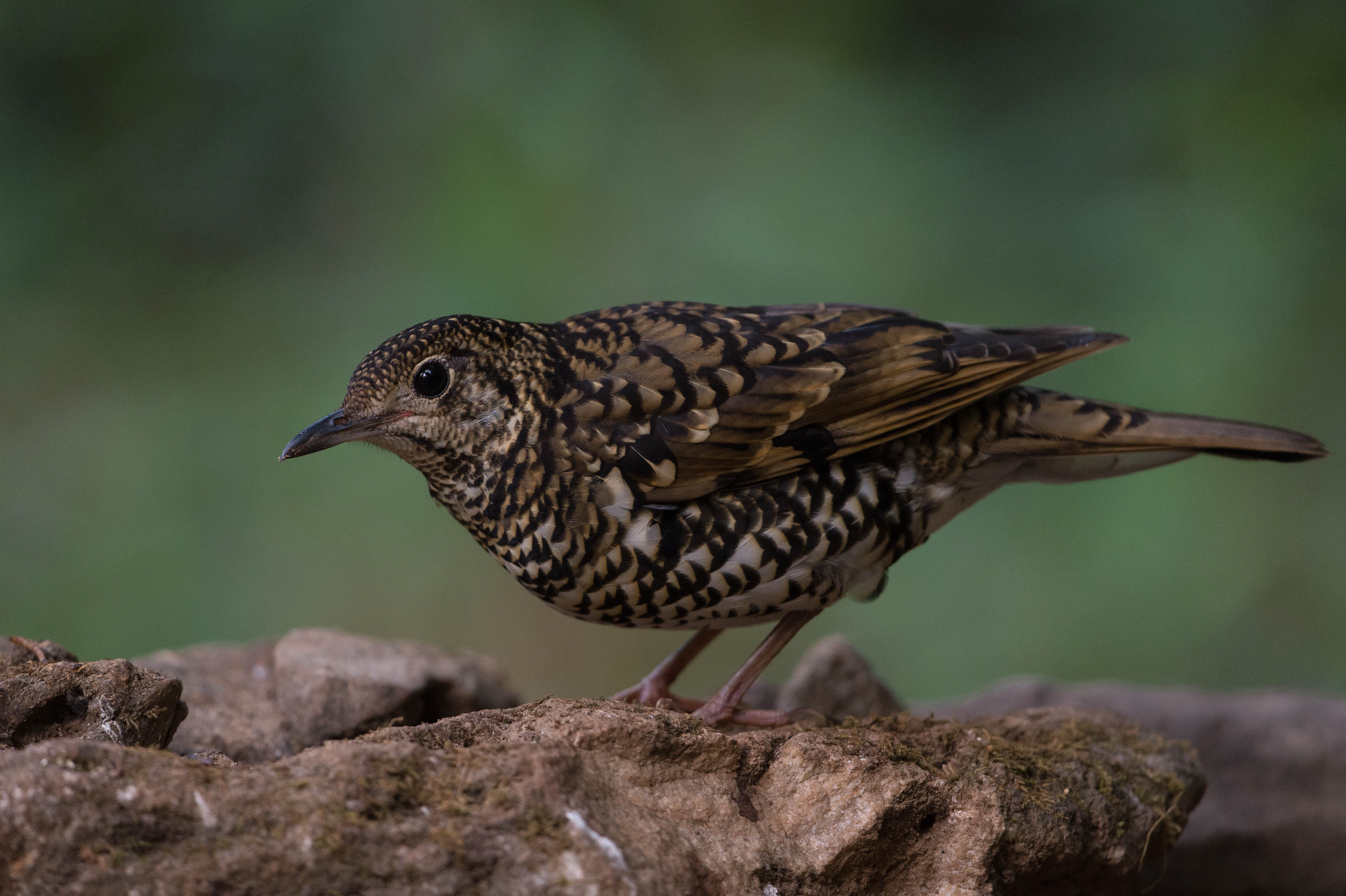
Строкатий квічаль

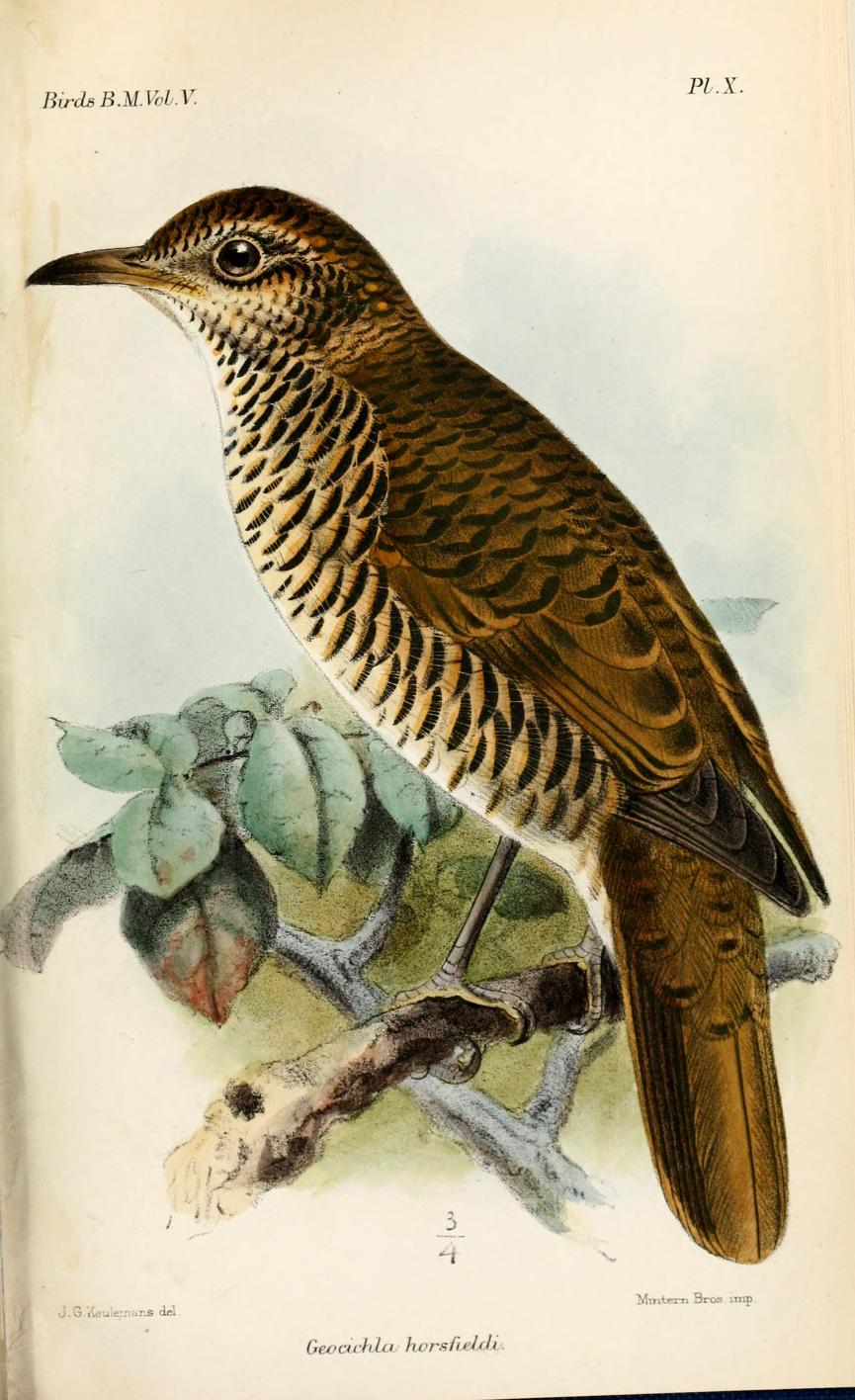
Строкатий квічаль (підвид Z. d. horsfieldi)

Довжина птаха становить 24—30 см, розмах крил 45—46 см, вага 88—103 г. Забарвлення пістряве, поцятковане чорними лускоподібними плямками. Верхня частина тіла переважно охриста, нижня частина тіла білувата. Крила сіро-коричневі зі світлими краями, махові пера біля основи і на кінці чорні. Знизу крила білі з помітною чорною смугою, характерною також для сибірського квічаля. Очі чорні, навколо очей світлі кільця. Дзьоб темний, знизу біля основи світлий, лапи рожевуваті,

## Підвиди
Виділяють три підвиди:
- Z. d. dauma (Latham, 1790) — від західних Гімалаїв до півдня центрального Китаю, північного Індокитаю і північного Таїланду. Взимку мігрують до північної і центральної Індії, Бангладеш, передгір'їв у М'янмі, до В'єтнаму і Лаосу;
- Z. d. horsfieldi (Bonaparte, 1857) — острови Суматра, Ява, Балі, Ломбок і Сумбава;
- Z. d. iriomotensis Nishiumi & Morioka, 2009 — острів Іріомоте (архіпелаг Рюкю).

Тайгові, нільгирійські і паркові квічалі раніше вважалися конспецифічними зі строкатим квічалем.

## Поширення і екологія
Строкаті квічалі мешкають в Пакистані, Індії, Непалі, Бутані, М'янмі, Бангладеш, Китаї, Таїланді, Лаосі, В'єтнамі, Індонезії і Японії, трапляються в Малайзії і Камбоджі. Гімалайські популяції гніздяться у густих широколистяних, зокрема дубових, і хвойних, зокрема ялицевих і ялинових гірських лісах з густим чагарниковим підліском і вологою лісовою підстилкою, на висоті від 2400 до 3600 м над рівнем моря. Вони зимують в густих тропічних лісах, де росте багато папоротей, на трав'янистих галявинах і узліссях, на пасовищах, на берегах річок, в бамбукових заростях, в садах і на плантаціях, на висоті до 1800 м над рівнем моря. Індонезійські популяції живуть в гірських рододендронових лісах, на острові Лромбок на висоті від 920 до 2800 м над рівнем моря, на Суматрі на висоті від 2000 до 3000 м над рівнем моря. На острові Сумбава строкаті квічалі живуть у відкритих казуаринових лісах з густим чагарниковим і папоротевим підліском, на висоті 1700 м над рівнем моря.
Строкаті квічалі живляться безхребетними, зокрема комахами, равликами, червами, а також ягодами і плодами. Гніздо чашоподібне, розміщується на дереві або в чагарниках, на висоті від 1 до 6 м над землею. В кладці 3—5 яєць.